# Olimarabidopsis umbrosa
Olimarabidopsis umbrosa är en korsblommig växtart som först beskrevs av Viktor Petrovitj Botjantsev och Aleksei Ivanovich Vvedensky, och fick sitt nu gällande namn av Al-shehbaz, O'kane och Robert A. Price. Olimarabidopsis umbrosa ingår i släktet Olimarabidopsis och familjen korsblommiga växter. Inga underarter finns listade i Catalogue of Life.